# Sidney Fine
Pour les articles homonymes, voir Fine.
Sidney Fine (11 octobre 1920 à Cleveland, Ohio, États-Unis - 31 mars 2009 à Ann Arbor, Michigan, États-Unis) est un historien, écrivain et professeur universitaire américain. Il a enseigné l'histoire à l'université du Michigan et a rédigé plusieurs livres sur William Francis Murphy (maire de la ville de Détroit, gouverneur du Michigan, procureur général des États-Unis puis juge à la Cour suprême des États-Unis).

## Biographie
Sidney Fine naît le 11 octobre 1920 à Cleveland en Ohio, aux États-Unis. Élevé dans une famille qui met l'emphase sur la réussite scolaire, il réussit brillamment ses études de niveau secondaire. Ensuite, accepté à la Western Reserve University, il obtient son BA en 1942 avec la plus haute moyenne de sa promotion. La même année, il épouse Jean Schechter. Toujours en 1942, il poursuit ses études à l'université du Michigan, mais est appelé sous les drapeaux. Il sert quatre ans dans l'US Navy en tant qu'interrogateur et traducteur du japonais. De retour chez lui en 1946, il obtient son PhD en 1948. L'université lui propose alors un poste d'enseignant, ce qui lance sa carrière d'enseignant, qui durera 53 ans à l'université du Michigan. 
Il prend sa retraite de l'université en 2001 à l'âge de 80 ans. Fine détient le record de la plus longue carrière en enseignement de l'université du Michigan. Sa carrière aurait été écourtée si un ancien étudiant de Fine n'avait demandé l'abrogation d'une loi qui interdisait d'enseigner après l'âge de 70 ans.
Il meurt le 31 mars 2009 à Ann Arbor au Michigan.
Pendant sa carrière, cet historien a rédigé 12 livres. Boursier Guggenheim, Sidney Fine a reçu deux fois l'University of Michigan Press Award ; son travail académique a aussi été souligné par l'université du Michigan.

## Œuvres
- Laissez Faire and the General-Welfare State: A study, Ann Arbor : University of Michigan Press, 1956.  (ISBN 0-472-06086-4)
- The Automobile Under the Blue Eagle: Labor, Management, and the Automobile Manufacturing Code, University of Michigan Press, 1964.  (ISBN 978-0472329472)
- Recent America: Conflicting Interpretation of the Great Issues, Collier-Mac, 1967.  (ISBN 978-0023376603)
- Frank Murphy in World War I, 1968, Michigan Historical Collections
- Sit-down: The General Motors Strike of 1936-1937, Ann Arbor : University of Michigan Press, 1969.  (ISBN 978-0-472-32948-9, 0-472-32948-0 et 0-395-11778-X)
- Frank Murphy: The Detroit Years, Ann Arbor : University of Michigan Press, 1975, 618 p.  (ISBN 0-472-32949-9).
- (avec Gerald S. Brown) The American past: Conflicting interpretations of the great issues, vol. 1, MacMillan, 1976.  (ISBN 978-0023375316)
- (avec Gerald S. Brown) The American past: Conflicting interpretations of the great issues, vol. 2, MacMillan, 1976.
- Frank Murphy: The New Deal Years, Chicago : University of Chicago Press, 1979.  (ISBN 0-226-24934-4, 978-0-226-24934-6 et 0-226-65871-6)
- Frank Murphy. Volume 3, The Washington Years, Ann Arbor : University of Michigan Press, 1984.  (ISBN 0-472-10046-7)
- Violence in the Model City: The Cavanagh Administration, Race Relations, and the Detroit Riot of 1967, Ann Arbor: University of Michigan Press, 1989
- Without Blare of Trumpets: Walter Drew, The National Erectors' Association, and the Open Shop Movement, 1903-1957, University of Michigan Press, 1995.  (ISBN 978-0472105762)
- Expanding the Frontiers of Civil Rights, Michigan, 1948-1968, Wayne State University Press, 2000.  (ISBN 978-0814328750)